# Чепелев, Николай Михайлович
Николай Михайлович Чепелев — советский хозяйственный, государственный и политический деятель.

## Биография
Родился в 1942 году в деревне Елизаветинка. Член КПСС с 1968 года.
С 1964 года — на хозяйственной, общественной и политической работе. В 1964—2010 гг. — хозяйственный работник в Белгородской области, начальник Белгородского облстатуправления, инструктор отдела сельского хозяйства и пищевой промышленности ЦК КПСС, председатель Ошского облисполкома, 2-й секретарь ЦК Компартии Киргизии, консультант орготдела ЦК КПСС, начальник инспекции по контролю за расходами средств федерального бюджета в промышленности и энергетике Счетной Палаты РФ, заместитель руководителя Представительства администрации Белгородской области при Правительстве РФ. 
Избирался депутатом Верховного Совета Киргизской ССР 11-го и 12-го созывов, народным депутатом СССР. Делегат XXVIII съезда КПСС. 
Живёт в Москве.